# Better Day (álbum de Gaither Vocal Band)
Es el álbum del quinteto Gaither Vocal Band grabado en el 2010. Constituido por 17 canciones, al igual a Reunited.

## Canciones de álbum
1. Love Like I'm Leaving
2. Where Could I Go
3. Better Day
4. Go Ask
5. Low Down The Chariot
6. Alpha And Omega
7. At The Cross
8. The Love Of God
9. When He Blest My Soul
10. Journey To The Sky
11. Nessun Dorma
12. The Three Bells
13. I Will Praise Him
14. Somebody Like Me
15. Hide Thou Me
16. Daystar (Shine Down On Me)
17. Lord, Feed Your Children

## Better Day en vivo
Better Day en vivo o tan solo Better Day,es el concierto de Gaither Vocal Band, y también, la segunda parte de Reunited. Grabado en Majestic Theather, Houston, Texas, EE. UU. Con invitados especiales, como, Larry Gathlin, The Issacs y Jason Crabb.